# Vriesea ruschii
Vriesea ruschii là một loài thuộc chi Vriesea. Đây là loài đặc hữu của Brasil.